# Peligrosos Gorriones
Los Peligrosos Gorriones, (Inglés: Dangerous Sparrows) es una banda argentina del Rock alternativo originaria de la ciudad de La Plata, formada en 1991, que formó parte del Nuevo Rock Argentino de la década de 1990, junto a agrupaciones como El Otro Yo, Massacre, Los Visitantes, Babasónicos, Los Brujos, Juana La Loca y Fun People.

## Historia

### Debut y consagración
La banda se formó en 1991 con el nombre Peligrosos Machitos, con Francisco Bochatón (bajo y voz), Guillermo Coda (guitarra) y Trilo (batería) como integrantes. Con la incorporación de Martín "Cuervo" Karakachoff (teclados y sintetizadores), quien formara parte de Mister América (otra banda de La Plata en la que Bochatón estaba enrolado como baterista) y el reemplazo de Trilo por Rodrigo Velázquez (batería y percusión), miembro de la banda 40 Escalones, la agrupación tomaría el nombre de Peligrosos Gorriones.
En 1993 lanzaron su primer álbum, Peligrosos Gorriones, con la producción artística de Zeta Bosio, en el cual se destacaban los temas «El bicho reactor» y «Escafandra» (que alcanzó el puesto 13º en el Top20 de la MTV). Este disco fue ternado para los Premios ACE de cronistas de espectáculos y los consagró como banda revelación, según una encuesta del suplemento joven del diario Clarín. Fueron banda soporte de Spin Doctors, cuando la banda neoyorquina visitó Buenos Aires. En dicho evento se presentaron junto a Los Visitantes, Fabulosos Cadillacs.
En 1995 integraron el show Nuevo Rock Argentino que fue presentado en el estadio Obras, junto a Babasónicos, Los Brujos, Massacre, Fun People y la agrupación chilena Los Tres. Ese mismo año lanzaron su segundo disco, Fuga, del cual se destacan los temas «Manicomio Gris», cuyo vídeo de promoción fue altamente difundido y «El mimo», canción con la cual abre el álbum. Debido a las notables diferencias en lo que refiere a producción musical y coherencia artística entre Fuga y el resto de la obra de los Peligrosos Gorriones, este disco es considerado la mejor placa del grupo por la mayor parte de los fanes de la banda. En febrero del año 1996 telonearon a Jimmy Page y Robert Plant en el estadio de Ferro.
Antiflash fue el título de su última placa, en 1997, que incluía desde melodías románticas hasta un bolero y música de circo, acompañada por guitarras y pianos. En el verano de 1998 formaron parte del festival Buenos Aires Vivo 2, donde demostraron su continua originalidad y potencia en vivo a pesar de los conflictos internos que estaban atravesando los músicos.

### Separación
A un paso de ser la primera gran banda de los 90, las estructuras se sacudieron y la banda respondió disolviéndose ante tanta expectativa. La separación duró meses. Mientras tanto, el nombre del grupo se mantenía junto a Bochatón con una nueva formación. Así, con Tomás en guitarra y Tito en batería, se presentaron en la segunda edición del Festival Nuevo Rock Argentino. La tormenta pasó y los Gorriones se dieron cuenta de que necesitaban estar juntos. Muy pronto, Coda, Bochatón, Velázquez y el Cuervo estaban otra vez trabajando.

### Luego de la separación
A pesar de su separación, en algunas ocasiones se presentaron para tocar algunos temas. El 23 de octubre de 2009, volvieron a tocar siete temas en El Ayuntamiento de La Plata y el 29 de octubre del mismo año, cuando tocaron sólo seis temas en Club Niceto, de Capital Federal. El 10 de diciembre de 2009 volvieron a juntarse para tocar un extenso conjunto de su repertorio en un recital de casi una hora y media de duración, en El Teatro para la fiesta del segundo festival de cine documental y musical de Buenos Aires (In-Edit). En abril de 2010 se volvieron a presentar en La Plata, en el Teatro Ópera, en un recital de casi dos horas con casi mil espectadores, tocando mayoría de temas de sus primeros dos discos.

### Reunión oficial y grabación de disco en vivo
A principios de 2014 la banda anuncia que dará un show en el cual se grabarán un CD y un DVD en vivo, el primer disco en vivo de la banda. La fecha de dicho show fue el 3 de mayo de 2014 en el Teatro Vorterix, ubicado en el barrio porteño de Colegiales. El CD salió a la venta en septiembre de ese mismo año.

## Temas inéditos
En algunos recitales Peligrosos Gorriones tocaron temas que nunca se editaron, por ejemplo «Peligrosos Machitos», «Dedos de Piedra», «Drum & Bass», «Microbio», y «Matador».

## Discografía
- Peligrosos Gorriones (1993), DG Discos.
- Fuga (1995), Del Cielito Records.
- Antiflash (1997), Del Cielito Records.
- Vivo (2014), Pirca Records.
- Microbio (2016), Pirca Records.

## Carrera solista de sus integrantes

### Francisco Bochatón

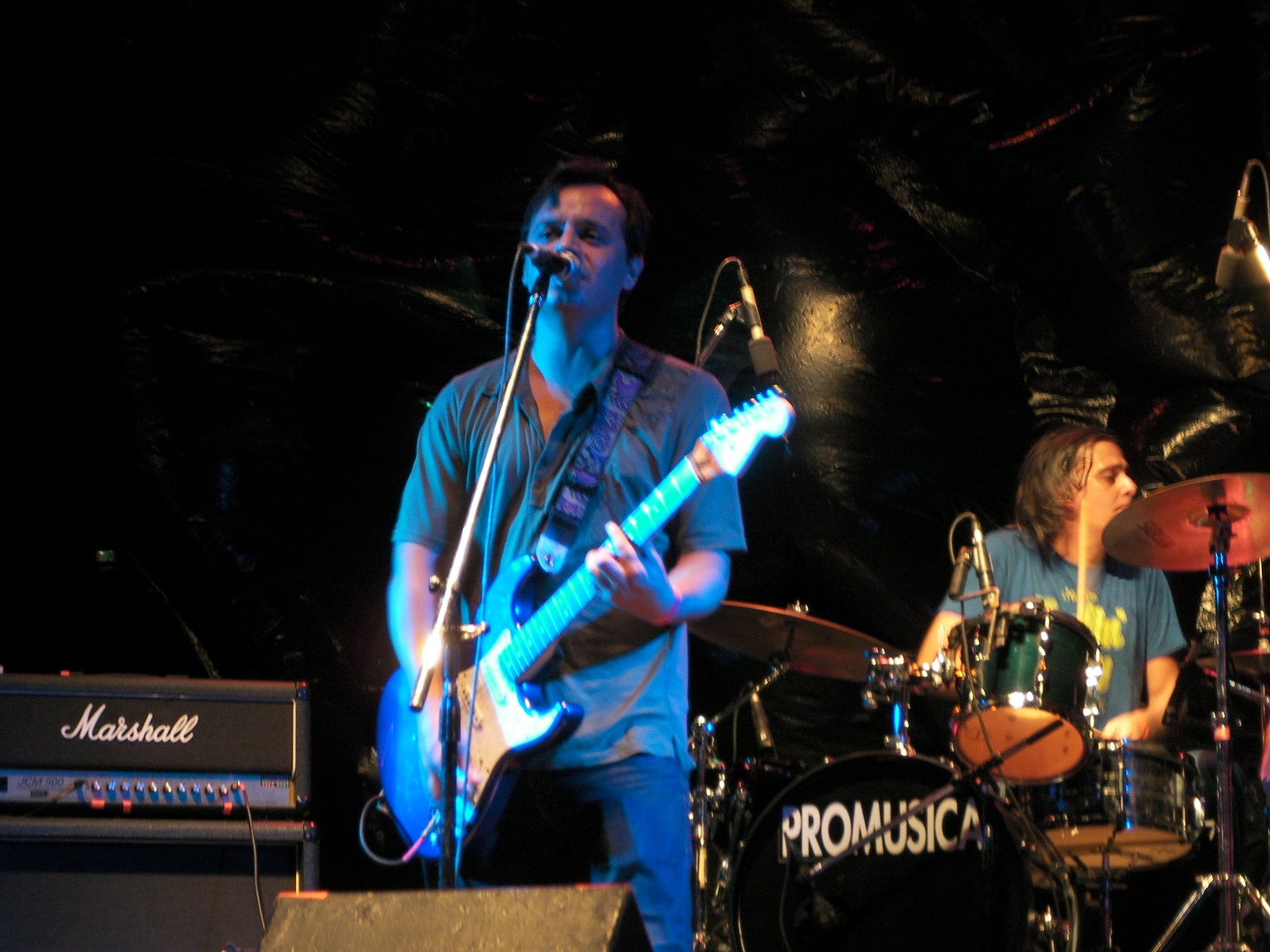
Francisco Bochatón en 2009.

Juan Francisco Bochatón nació en La Plata, el 1 de enero de 1972. Aparte de su labor dentro de Peligrosos Gorriones, produjo la música incidental de la película Mataperros de Gabriel Arregui, la cortina del programa paradigma de Canal A, y la cortina del programa Se nos viene la noche de la FM Rock & Pop. Compuso temas junto a María Gabriela Epumer, Gustavo Cerati (letra de «Paseo Inmoral»), y participó en los discos de Claudia Sinesi y Loch Ness. En 1999 edita Cazuela, su primer disco solista, que es catalogado como mejor disco del año por la revista Rolling Stone. El EP titulado, Píntame los labios, es editado en 2000 y contó con la producción de voces de Gustavo Cerati. Dos años más tarde saca Mundo de acción, también en formato EP, con María Gabriela Epumer en guitarras. En ese mismo año lanza su cuarto disco Hasta decir palabra, producido junto con Eduardo Bergallo. En 2005 edita 12 canciones en forma independiente, bajo un sello propio (Gravita Discos): La tranquilidad después de la paliza. En 2007 edita Tic Tac a través del sello Ava Records. En 2009 fue invitado en participar en el tema de Sortie "Máscaras", del disco La fábrica de silencio. En el año 2012 edita La Vuelta entera.
Discografía
- Cazuela (2000)
- Hasta Decir Palabra (2003)
- Completo (2004)
- La Tranquilidad Después De La Paliza (2005)
- Tic Tac (2007)
- La vuelta entera (2012)

### Martín "Cuervo" Karakachoff
Nació en La Plata. Fue tecladista de Peligrosos Gorriones. Es el creador del ritmo de "Honda congoja y pesar". En el 2008 editó su disco Outsider, que tiene temas de estilo Base y temas roqueros como "Dintona".
Discografía
- Outsider (2008)

### Rodrigo Velásquez
Nacido en Río Gallegos, criado en La Plata. Luego de la disolución de la banda, fue baterista de Estelares durante algunos años. En la actualidad es baterista de Pájaros, banda platense.